# Curena caustopa
Curena caustopa is een vlinder uit de familie van de snuitmotten (Pyralidae). De wetenschappelijke naam van de soort is voor het eerst gepubliceerd in 1905 door Alfred Jefferis Turner.
De soort komt voor in Indonesië (Papoea) en Australië, (Queensland).